# Circuito de Básquetbol del Noreste
El Circuito de Básquetbol del Noreste (CIBANE) fue una liga de baloncesto de México que estuvo conformada hasta la Temporada 2013 por 6 equipos del Noreste de México. 

## Historia
El CIBANE fue creado para cubrir los espacios muertos de la LNBP y el CIBACOPA, el cual arrancó en 2010 con 6 equipos, y utiliza sólo dos plazas para extranjeros o chicanos, buscando desarrollar el baloncesto local.

## Equipos Temporada 2013
| Circuito de Básquetbol del Noreste 2013 |                                     |                                        |
| Equipo                                  | Ciudad                              | Pabellón                               |
| Acereros de Monclova                    | Monclova, Coahuila                  | Gimnasio "Milo Martínez de la Rosa"    |
| Caktus de Saltillo                      | Saltillo, Coahuila                  | Gimnasio "Nazario Ortiz Garza"         |
| Cuervos de Pabellón de Arteaga          | Pabellón de Arteaga, Aguascalientes | Gimnasio Corona                        |
| Madereros de Durango                    | Durango, Durango                    | Auditorio del Pueblo                   |
| Mineros de Fresnillo                    | Fresnillo, Zacatecas                | Gimnasio Solidaridad                   |
| Tuzos de la UAZ                         | Zacatecas, Zacatecas                | Gimnasio "Profesor Marcelino González" |

## Campeones
| Temporada | Campeón              | Subcampeón                     |
| --------- | -------------------- | ------------------------------ |
| 2010      | Mineros de Fresnillo | Madereros de Durango           |
| 2011      | Madereros de Durango | Mineros de Fresnillo           |
| 2012      | Mineros de Fresnillo | Cuervos de Pabellón de Arteaga |
| 2013      | Tuzos de la UAZ      | Mineros de Fresnillo           |

### Listado de Campeonatos y Subcampeonatos
| Equipo                         | Campeonatos | Subcampeonatos | Años de Campeonato |
| ------------------------------ | ----------- | -------------- | ------------------ |
| Mineros de Fresnillo           | 2           | 2              | 2010, 2012         |
| Madereros de Durango           | 1           | 1              | 2011               |
| Tuzos de la UAZ                | 1           | 0              | 2013               |
| Cuervos de Pabellón de Arteaga | 0           | 1              |                    |